# Giro di Campania 1968
Il Giro di Campania 1968, trentaseiesima edizione della corsa, si svolse il 28 marzo 1968 su un percorso di 264,5 km. La vittoria fu appannaggio dell'italiano Italo Zilioli, che completò il percorso in 6h52'02", precedendo i connazionali Franco Bitossi ed Ugo Colombo. 
Sul traguardo 43 ciclisti, su 81 partiti, portarono a termine la competizione. 

## Ordine d'arrivo (Top 10)
| Pos. | Corridore          | Squadra        | Tempo    |
| ---- | ------------------ | -------------- | -------- |
| 1    | Italo Zilioli      | Filotex        | 6h52'02" |
| 2    | Franco Bitossi     | Filotex        | s.t.     |
| 3    | Ugo Colombo        | Filotex        | s.t.     |
| 4    | Claudio Michelotto | Max Meyer      | 3'30"    |
| 5    | Marino Basso       | Molteni        | s.t.     |
| 6    | Dino Zandegù       | Salvarani      | s.t.     |
| 7    | Aldo Moser         | Pepsi Cola     | s.t.     |
| 8    | Michele Dancelli   | Pepsi Cola     | s.t.     |
| 9    | Vito Taccone       | Germanvox-Wega | s.t.     |
| 10   | Ercole Gualazzini  | Max Meyer      | s.t.     |